# مقاطعة فاييت (إلينوي)
مقاطعة فاييت (بالإنجليزية: Fayette County)‏ هي إحدى المقاطعات في ولاية إلينوي في الولايات المتحدة الأمريكية.

## معرض صور

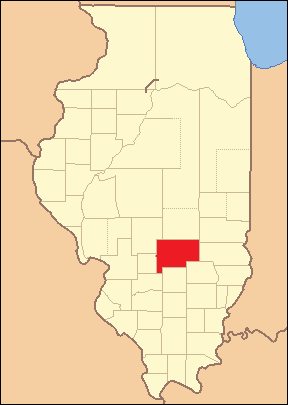
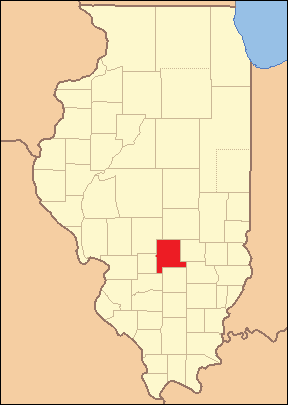
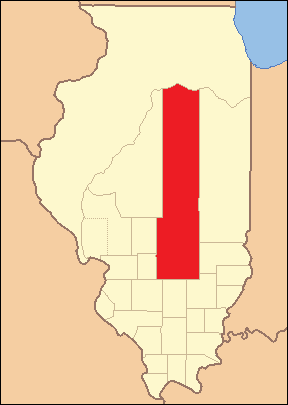
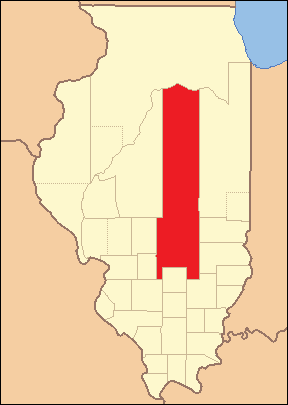
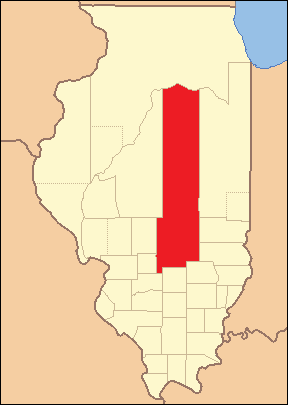